# Старостамбульське гирло
45°14′14″ пн. ш. 29°42′48″ сх. д. / 45.237222222222° пн. ш. 29.713333333333° сх. д.
Старостамбульське гирло — гирло на півдні України в Одеській області.

## Географія
Старостамбульське гирло розташоване на південному заході України, на відстані 600 км на південь від Києва. Це гирло є частиною басейну ріки Дунай та її протокою.

## Клімат
Клімат помірний. Середня температура 12 °C. Найспекотніший місяць – липень, температура 24°C, найхолодніший – січень, температура 1°C. Середня кількість опадів становить 697 міліметрів на рік. Найвологіший місяць – січень, випало 110 міліметрів опадів, а найсухіший – березень, де випало 21 міліметр.